# Роберто Муссі
Роберто Муссі (італ. Roberto Mussi, * 25 серпня 1963, Масса) — колишній італійський футболіст, захисник. По завершенні ігрової кар'єри — футбольний тренер.
Як гравець насамперед відомий виступами за клуби «Торіно» та «Парма», а також національну збірну Італії.
Чемпіон Італії. Володар Суперкубка Італії з футболу. Дворазовий володар Кубка Італії. Володар Кубка чемпіонів УЄФА. Дворазовий володар Кубка УЄФА. Володар Кубка Мітропи.

## Клубна кар'єра
Вихованець футбольної школи нижчолігового клубу «Массезе» з рідного міста. Дорослу футбольну кар'єру розпочав 1981 року в основній команді того ж клубу, в якій провів три сезони, взявши участь у 83 матчах чемпіонату.
Згодом з 1984 по 1989 рік грав у складі команд клубів «Парма» та «Мілан». Протягом двох сезонів, проведених у «Мілані», виборов титул чемпіона Італії, ставав володарем Суперкубка Італії з футболу, володарем Кубка чемпіонів УЄФА.
Своєю грою за «россонері» привернув увагу представників тренерського штабу клубу «Торіно», до складу якого приєднався 1989 року. Відіграв за туринську команду наступні п'ять сезонів своєї ігрової кар'єри. Більшість часу, проведеного у складі «Торіно», був основним гравцем захисту команди. За цей час додав до переліку своїх трофеїв титул володаря Кубка Італії, ставав володарем Кубка Мітропи.
1994 року повернувся до клубу «Парма». Цього разу провів у складі його команди п'ять сезонів. Граючи у складі «Парми» також здебільшого виходив на поле в основному складі команди. За цей час додав до переліку своїх трофеїв ще один титул володаря Кубка Італії, ставав володарем Кубка УЄФА (двічі).

## Виступи за збірну
1993 року дебютував в офіційних матчах у складі національної збірної Італії. Протягом кар'єри у національній команді, яка тривала 4 роки, провів у формі головної команди країни 11 матчів. У складі збірної був учасником чемпіонату світу 1994 року у США, де разом з командою здобув «срібло», чемпіонату Європи 1996 року в Англії.

## Кар'єра тренера
Розпочав тренерську кар'єру 2000 року у клубі «Парма», в якому роком раніше завершував професійну ігрову кар'єру. До 2003 року тренував підліткову команду пармського клубу.
| Дата       | Місто             | Господарі | Результат             | Гості     | Турнір               | Голи | Примітки                    |
| ---------- | ----------------- | --------- | --------------------- | --------- | -------------------- | ---- | --------------------------- |
| 13/10/1993 | Рим               | Італія    | 3 – 1                 | Шотландія | Відбір до ЧС 1994    | -    | замінений на 68'            |
| 03/06/1994 | Рим               | Італія    | 1 – 0                 | Швейцарія | товариський матч     | -    | вийшов на 46'               |
| 05/07/1994 | Бостон            | Нігерія   | 1 – 2 д.ч.            | Італія    | ЧС 1994 - 1/8 фіналу | -    |                             |
| 13/07/1994 | Нью-Йорк          | Італія    | 2 – 1                 | Болгарія  | ЧС 1994 - півфінал   | -    |                             |
| 17/07/1994 | Лос-Анджелес      | Бразилія  | 0 – 0 д.ч. (3-2 п.п.) | Італія    | ЧС 1994 - Фінал      | -    | замінений на 34' 2-ге місце |
| 07/09/1994 | Марибор           | Словенія  | 1 – 1                 | Італія    | Відбір до ЧЄ 1996    | -    |                             |
| 15/11/1995 | Реджо-нель-Емілія | Італія    | 4 – 0                 | Литва     | Відбір до ЧЄ 1996    | -    |                             |
| 29/05/1996 | Кремона           | Італія    | 2 – 2                 | Бельгія   | товариський матч     | -    |                             |
| 11/06/1996 | Ліверпуль         | Росія     | 1 – 2                 | Італія    | ЧЄ 1996 - 1-й етап   | -    |                             |
| 14/06/1996 | Ліверпуль         | Чехія     | 2 – 1                 | Італія    | ЧЄ 1996 - 1-й етап   | -    |                             |
| 19/06/1996 | Манчестер         | Німеччина | 0 – 0                 | Італія    | ЧЄ 1996 - 1-й етап   | -    |                             |
| Усього     |                   | Матчів    | 11                    |           | Голів                | 0    |                             |

## Титули і досягнення
- Чемпіон Італії (1):

«Мілан»: 1987–88
- Володар Суперкубка Італії з футболу (1):

«Мілан»: 1988
- Володар Кубка Італії (2):

«Торіно»: 1992–93
«Парма»: 1998–99
- Володар Кубка чемпіонів УЄФА (1):

«Мілан»: 1988–89
- Володар Кубка УЄФА (2):

«Парма»: 1994–95, 1998–99
- Володар Кубка Мітропи (1):

«Торіно»: 1991
- Віце-чемпіон світу: 1994